# Coppa del Mondo T20 maschile di cricket 2022
La Coppa del Mondo T20 maschile di cricket 2022 è stata l'ottava edizione del campionato del mondo di cricket in versione Twenty20. Si è disputata in Australia tra il 16 ottobre e il 13 novembre 2022.

## Scelta del paese organizzatore
L'organizzazione del torneo venne assegnata all'Australia.

## Formula
Il torneo prevedeva due fasi a gruppi. Al primo turno partecipavano gli ultimi 2 full members del ranking mondiale T20 e 6 paesi provenienti dalle qualificazioni. In questa fase le squadre sono state divise in due gironi all'italiana da quattro squadre ciascuno, in cui le prime due classificate di ogni gruppo si qualificavano al super 12.
Nel Super 12 le squadre provenienti dalla prima fase si univano ai rimanenti nove full members già qualificati in base al ranking T20 e venivano divise in due gruppi da 6. Le prime due squadre di ogni gruppo si affrontavano in semifinali incrociate e le vincenti in finale.

## Squadre partecipanti
| Metodo di qualificazione                                               | Data                | Luogo                    | Posti | Qualificati |
| ---------------------------------------------------------------------- | ------------------- | ------------------------ | ----- | --- |
| Organizzatore                                                          | 7 agosto 2020       |                          | 1     | Australia |
| Coppa del Mondo T20 2021 (Le prime 11 squadre escluso l'organizzatore) | Novembre 2021       | Emirati Arabi Uniti Oman | 11    | Afghanistan Bangladesh Inghilterra India Namibia Nuova Zelanda Pakistan Scozia Sudafrica Sri Lanka Indie Occidentali |
| Global Qualifier A                                                     | 18–24 febbraio 2022 | Oman                     | 2     | Irlanda Emirati Arabi Uniti                                                                                          |
| Global Qualifier B                                                     | 11–17 July 2022     | Zimbabwe                 | 2     | Paesi Bassi Zimbabwe                                                                                                 |
| Totale                                                                 |                     |                          | 16    | |

## Stadi
Tutte le partite sono state disputate nei seguenti stadi:
| Adelaide         | Brisbane                                            | Geelong                                             |
| ---------------- | --------------------------------------------------- | --------------------------------------------------- |
| Adelaide Oval    | Brisbane Cricket Ground                             | Kardinia Park                                       |
| Capacity: 55.317 | Capacity: 42.000                                    | Capacity: 26.000                                    |
|                  |                                                     |                                                     |
| Hobart           | AdelaideBrisbaneGeelongHobartMelbourne Perth Sydney | AdelaideBrisbaneGeelongHobartMelbourne Perth Sydney |
| Bellerive Oval   | AdelaideBrisbaneGeelongHobartMelbourne Perth Sydney | AdelaideBrisbaneGeelongHobartMelbourne Perth Sydney |
| Capacity: 20.000 | AdelaideBrisbaneGeelongHobartMelbourne Perth Sydney | AdelaideBrisbaneGeelongHobartMelbourne Perth Sydney |
|                  | AdelaideBrisbaneGeelongHobartMelbourne Perth Sydney | AdelaideBrisbaneGeelongHobartMelbourne Perth Sydney |
| Perth            | Melbourne                                           | Sydney                                              |
| Perth Stadium    | Melbourne Cricket Ground                            | Sydney Cricket Ground                               |
| Capacity: 61.266 | Capacity: 100.024                                   | Capacity: 48.601                                    |
|                  |                                                     |                                                     |

## Torneo

### Primo Turno
| Qualificazione                                                                                        | Primo Turno         | Primo Turno       |
| Qualificazione                                                                                        | Gruppo A            | Gruppo B          |
| --- | ------------------- | ----------------- |
| Dalla Coppa del Mondo T20 2021 (Le squadre posizionate dal 9º al 12º posto della precedente edizione) | Namibia             | Scozia            |
| Dalla Coppa del Mondo T20 2021 (Le squadre posizionate dal 9º al 12º posto della precedente edizione) | Sri Lanka           | Indie Occidentali |
| Dalle qualificazioni (Le prime 4 classificate)                                                        | Paesi Bassi         | Irlanda           |
| Dalle qualificazioni (Le prime 4 classificate)                                                        | Emirati Arabi Uniti | Zimbabwe          |

#### Gruppo A

##### Partite
| Data            | Luogo                           | In battuta (nel I innings)           | Al lancio (nel I innings)            | Risultato                      |
| --------------- | ------------------------------- | ------------------------------------ | ------------------------------------ | ------------------------------ |
| 16 ottobre 2022 | Kardinia Park Geelong, Victoria | Namibia 163/7 (20 overs)             | Sri Lanka 108 (19 overs)             | NAM vince di 55 runs Referto   |
| 16 ottobre 2022 | Kardinia Park Geelong, Victoria | Emirati Arabi Uniti 111/8 (20 overs) | Paesi Bassi 112/7 (19.5 overs)       | NED vince di 3 wickets Referto |
| 18 ottobre 2022 | Kardinia Park Geelong, Victoria | Namibia 121/6 (20 overs)             | Paesi Bassi 122/5 (19.3 overs)       | NED vince di 5 wickets Referto |
| 18 ottobre 2022 | Kardinia Park Geelong, Victoria | Sri Lanka 152/8 (20 overs)           | Emirati Arabi Uniti 73 (17.1 overs)  | SRI vince di 79 runs Referto   |
| 20 ottobre 2022 | Kardinia Park Geelong, Victoria | Sri Lanka 162/6 (20 overs)           | Emirati Arabi Uniti 146/9 (20 overs) | SRI vince di 16 runs Referto   |
| 20 ottobre 2022 | Kardinia Park Geelong, Victoria | Emirati Arabi Uniti 148/3 (20 overs) | Namibia 141/8 (20 overs)             | UAE vince di 7 runs Referto    |

##### Classifica
| Squadra             | G | V | S | P | NR | NRR    | Pts |
| ------------------- | - | - | - | - | -- | ------ | --- |
| Sri Lanka           | 3 | 2 | 1 | 0 | 0  | 0,667  | 4   |
| Paesi Bassi         | 3 | 2 | 1 | 0 | 0  | -0,162 | 4   |
| Namibia             | 3 | 1 | 2 | 0 | 0  | 0,730  | 2   |
| Emirati Arabi Uniti | 3 | 1 | 2 | 0 | 0  | -1,235 | 2   |

#### Gruppo B

##### Partite
| Data            | Luogo                           | In battuta (nel I innings)         | Al lancio (nel I innings)          | Risultato                      |
| --------------- | ------------------------------- | ---------------------------------- | ---------------------------------- | ------------------------------ |
| 17 ottobre 2022 | Bellerive Oval Hobart, Tasmania | Scozia 160/5 (20 overs)            | Indie Occidentali 118 (18.3 overs) | SCO vince di 42 runs Referto   |
| 17 ottobre 2022 | Bellerive Oval Hobart, Tasmania | Zimbabwe 174/7 (20 overs)          | Irlanda 143/9 (20 overs)           | ZIM vince di 31 runs Referto   |
| 19 ottobre 2022 | Bellerive Oval Hobart, Tasmania | Scozia 176/5 (20 overs)            | Irlanda 180/4 (19 overs)           | IRL vince di 6 wickets Referto |
| 19 ottobre 2022 | Bellerive Oval Hobart, Tasmania | Indie Occidentali 153/7 (20 overs) | Zimbabwe 122 (18.2 overs)          | IOB vince di 31 runs Referto   |
| 21 ottobre 2022 | Bellerive Oval Hobart, Tasmania | Indie Occidentali 146/5 (20 overs) | Irlanda 150/1 (17.3 overs)         | IRL vince di 9 wickets Referto |
| 21 ottobre 2022 | Bellerive Oval Hobart, Tasmania | Scozia 132/6 (20 overs)            | Zimbabwe 133/5 (18.3 overs)        | ZIM vince di 5 wickets Referto |

##### Classifica
| Squadra           | G | V | S | P | NR | NRR    | Pts |
| ----------------- | - | - | - | - | -- | ------ | --- |
| Zimbabwe          | 3 | 2 | 1 | 0 | 0  | 0,200  | 4   |
| Irlanda           | 3 | 2 | 1 | 0 | 0  | 0,105  | 4   |
| Scozia            | 3 | 1 | 2 | 0 | 0  | 0,304  | 2   |
| Indie Occidentali | 3 | 1 | 2 | 0 | 0  | -0,563 | 2   |

### Secondo Turno
| Qualification                              | Super 12      | Super 12    |
| Qualification                              | Group 1       | Group 2     |
| ------------------------------------------ | ------------- | ----------- |
| Dalla Coppa del Mondo T20 2021 (8 squadre) | Afghanistan   | Bangladesh  |
| Dalla Coppa del Mondo T20 2021 (8 squadre) | Australia     | India       |
| Dalla Coppa del Mondo T20 2021 (8 squadre) | Inghilterra   | Pakistan    |
| Dalla Coppa del Mondo T20 2021 (8 squadre) | Nuova Zelanda | Sudafrica   |
| Qualificati dal Primo Turno (4 squadre)    | Irlanda       | Paesi Bassi |
| Qualificati dal Primo Turno (4 squadre)    | Sri Lanka     | Zimbabwe    |

#### Gruppo 1

##### Partite
| Data             | Luogo                                         | In battuta (nel I innings)     | Al lancio (nel I innings)      | Risultato                                |
| ---------------- | --------------------------------------------- | ------------------------------ | ------------------------------ | ---------------------------------------- |
| 22 ottobre 2022  | Sydney Cricket Ground Sydney, New South Wales | Nuova Zelanda 200/3 (20 overs) | Australia 111 (17.1 overs)     | NZL vince di 89 runs Referto             |
| 22 ottobre 2022  | Perth Stadium Perth, Western Australia        | Afghanistan 112 (19.4 overs)   | Inghilterra 113/5 (18.1 overs) | ENG vince di 5 wickets Referto           |
| 23 ottobre 2022  | Bellerive Oval Hobart, Tasmania               | Irlanda 128/8 (20 overs)       | Sri Lanka 133/1 (15 overs)     | SRI vince di 9 wickets Referto           |
| 25 ottobre 2022  | Perth Stadium Perth, Western Australia        | Sri Lanka 157/6 (20 overs)     | Australia 158/3 (16.3 overs)   | AUS vince di 7 wickets Referto           |
| 26 ottobre 2022  | Melbourne Cricket Ground Melbourne, Victoria  | Irlanda 157 (19.2 overs)       | Inghilterra 105/5 (14.3 overs) | IRL vince di 5 runs (Metodo DLS) Referto |
| 26 ottobre 2022  | Melbourne Cricket Ground Melbourne, Victoria  | Afghanistan                    | Nuova Zelanda                  | PARTITA ANNULLATA Referto                |
| 28 ottobre 2022  | Melbourne Cricket Ground Melbourne, Victoria  | Afghanistan                    | Irlanda                        | PARTITA ANNULLATA Referto                |
| 28 ottobre 2022  | Melbourne Cricket Ground Melbourne, Victoria  | Australia                      | Inghilterra                    | PARTITA ANNULLATA Referto                |
| 29 ottobre 2022  | Sydney Cricket Ground Sydney, New South Wales | Nuova Zelanda 167/7 (20 overs) | Sri Lanka 102 (19.2 overs)     | NZL vince di 65 runs Referto             |
| 31 ottobre 2022  | Brisbane Cricket Ground Brisbane, Queensland  | Australia 179/5 (20 overs)     | Irlanda 137 (18.1 overs)       | AUS vince di 42 runs Referto             |
| 1º novembre 2022 | Brisbane Cricket Ground Brisbane, Queensland  | Afghanistan 144/8 (20 overs)   | Sri Lanka 148/4 (18.3 overs)   | SRI vince di 6 wickets Referto           |
| 1º novembre 2022 | Brisbane Cricket Ground Brisbane, Queensland  | Inghilterra 179/6 (20 overs)   | Nuova Zelanda 159/6 (20 overs) | ENG vince di 20 runs Referto             |
| 4 novembre 2022  | Adelaide Oval Adelaide, South Australia       | Nuova Zelanda 185/6 (20 overs) | Irlanda 150/9 (20 overs)       | NZL vince di 35 runs Referto             |
| 4 novembre 2022  | Adelaide Oval Adelaide, South Australia       | Australia 168/8 (20 overs)     | Afghanistan 164/7 (20 overs)   | AUS vince di 4 runs Referto              |
| 5 novembre 2022  | Sydney Cricket Ground Sydney, New South Wales | Sri Lanka 141/8 (20 overs)     | Inghilterra 144/6 (19.4 overs) | ENG vince di 4 wickets Referto           |

##### Classifica
| Squadra       | G | V | S | P | NR | NRR    | Pts |
| ------------- | - | - | - | - | -- | ------ | --- |
| Nuova Zelanda | 5 | 3 | 1 | 0 | 1  | 2,113  | 7   |
| Inghilterra   | 5 | 3 | 1 | 0 | 1  | 0,473  | 7   |
| Australia     | 5 | 3 | 1 | 0 | 1  | -0,173 | 7   |
| Sri Lanka     | 5 | 2 | 3 | 0 | 0  | -0,422 | 4   |
| Irlanda       | 5 | 1 | 3 | 0 | 1  | -1,615 | 3   |
| Afghanistan   | 5 | 0 | 3 | 0 | 2  | -0,571 | 2   |

#### Gruppo 2

##### Partite
| Data            | Luogo                                         | In battuta (nel I innings)   | Al lancio (nel I innings)    | Risultato                                 |
| --------------- | --------------------------------------------- | ---------------------------- | ---------------------------- | ----------------------------------------- |
| 23 ottobre 2022 | Melbourne Cricket Ground Melbourne, Victoria  | Pakistan 159/8 (20 overs)    | India 160/6 (20 overs)       | IND vince di 4 wickets Referto            |
| 24 ottobre 2022 | Bellerive Oval Hobart, Tasmania               | Bangladesh 144/8 (20 overs)  | Paesi Bassi 135 (20 overs)   | BAN vince di 9 runs Referto               |
| 24 ottobre 2022 | Bellerive Oval Hobart, Tasmania               | Zimbabwe 79/5 (9 overs)      | Sudafrica 51/0 (3 overs)     | PARTITA ANNULLATA Referto                 |
| 27 ottobre 2022 | Sydney Cricket Ground Sydney, New South Wales | Sudafrica 205/5 (20 overs)   | Bangladesh 101 (16.3 overs)  | RSA vince di 104 runs Referto             |
| 27 ottobre 2022 | Sydney Cricket Ground Sydney, New South Wales | India 179/2 (20 overs)       | Paesi Bassi 123/9 (20 overs) | IND vince di 56 runs Referto              |
| 27 ottobre 2022 | Perth Stadium Perth, Western Australia        | Zimbabwe 130/8 (20 overs)    | Pakistan 129/8 (20 overs)    | ZIM vince di 1 run Referto                |
| 30 ottobre 2022 | Brisbane Cricket Ground Brisbane, Queensland  | Bangladesh 150/7 (20 overs)  | Zimbabwe 147/8 (20 overs)    | BAN vince di 3 runs Referto               |
| 30 ottobre 2022 | Perth Stadium Perth, Western Australia        | Paesi Bassi 91/9 (20 overs)  | Pakistan 95/4 (13.5 overs)   | PAK vince di 6 wickets Referto            |
| 30 ottobre 2022 | Perth Stadium Perth, Western Australia        | India 133/9 (20 overs)       | Sudafrica 137/5 (19.4 overs) | RSA vince di 5 wickets Referto            |
| 2 novembre 2022 | Adelaide Oval Adelaide, South Australia       | Zimbabwe 117 (19.2 overs)    | Paesi Bassi 120/5 (18 overs) | NED vince di 5 wickets Referto            |
| 2 novembre 2022 | Adelaide Oval Adelaide, South Australia       | India 184/6 (20 overs)       | Bangladesh 145/6 (16 overs)  | IND vince di 5 runs (Metodo DLS) Referto  |
| 3 novembre 2022 | Sydney Cricket Ground Sydney, New South Wales | Pakistan 185/9 (20 overs)    | Sudafrica 108/9 (14 overs)   | PAK vince di 33 runs (Metodo DLS) Referto |
| 6 novembre 2022 | Adelaide Oval Adelaide, South Australia       | Paesi Bassi 158/4 (20 overs) | Sudafrica 145/8 (20 overs)   | NED vince di 13 runs Referto              |
| 6 novembre 2022 | Adelaide Oval Adelaide, South Australia       | Bangladesh 127/8 (20 overs)  | Pakistan 128/5 (18.1 overs)  | PAK vince di 5 wickets Referto            |
| 6 novembre 2022 | Melbourne Cricket Ground Melbourne, Victoria  | India 186/5 (20 overs)       | Zimbabwe 115 (17.2 overs)    | IND vince di 71 runs Referto              |

##### Classifica
| Squadra     | G | V | S | P | NR | NRR    | Pts |
| ----------- | - | - | - | - | -- | ------ | --- |
| India       | 5 | 4 | 1 | 0 | 0  | 1,583  | 8   |
| Pakistan    | 5 | 3 | 2 | 0 | 0  | 1,162  | 6   |
| Sudafrica   | 5 | 2 | 2 | 0 | 1  | 1,747  | 5   |
| Paesi Bassi | 5 | 2 | 3 | 0 | 0  | 1,053  | 4   |
| Bangladesh  | 5 | 2 | 3 | 0 | 0  | -1,890 | 4   |
| Zimbabwe    | 5 | 1 | 3 | 0 | 1  | -3,543 | 3   |

### Eliminazione diretta
|  | Semifinali    | Semifinali    | Semifinali  |             |          | Finale   | Finale | Finale |  |
|  |               |               |             |             |          |          |        |        |  |
|  | Nuova Zelanda | Nuova Zelanda | 152/4       |             |          |          |        |        |  |
|  | Nuova Zelanda | Nuova Zelanda | 152/4       |             |          |          |        |        |  |
|  | Pakistan      | Pakistan      | 153/3       |             |          |          |        |        |  |
|  | Pakistan      | Pakistan      | 153/3       |             | Pakistan | Pakistan | 137/8  |        |  |
|  |               |               |             |             | Pakistan | Pakistan | 137/8  |        |  |
|  |               |               | Inghilterra | Inghilterra | 138/5    |          |        |        |  |
|  | India         | India         | Inghilterra | Inghilterra | 138/5    | 168/6    |        |        |  |
|  | India         | India         |             |             |          |          |        |        |  |
|  | Inghilterra   | Inghilterra   | 170/0       |             |          |          |        |        |  |

#### Semifinali
| Data             | Luogo                                         | In battuta (nel I innings)     | Al lancio (nel I innings)    | Risultato                       |
| ---------------- | --------------------------------------------- | ------------------------------ | ---------------------------- | ------------------------------- |
| 9 novembre 2022  | Sydney Cricket Ground Sydney, New South Wales | Nuova Zelanda 152/4 (20 overs) | Pakistan 153/3 (19.1 overs)  | PAK vince di 7 wickets Referto  |
| 10 novembre 2022 | Adelaide Oval Adelaide, South Australia       | India 168/6 (20 overs)         | Inghilterra 170/0 (16 overs) | ENG vince di 10 wickets Referto |

#### Finale
| Data             | Luogo                                        | In battuta (nel I innings) | Al lancio (nel I innings)    | Risultato                      |
| ---------------- | -------------------------------------------- | -------------------------- | ---------------------------- | ------------------------------ |
| 13 novembre 2022 | Melbourne Cricket Ground Melbourne, Victoria | Pakistan 137/8 (20 overs)  | Inghilterra 138/5 (19 overs) | ENG vince di 5 wickets Referto |